# Dianthus broteri
La clavellina de Doñana o clavellina de monte - entre otros - (Dianthus broteri) es una planta herbácea de la familia de las cariofiláceas.

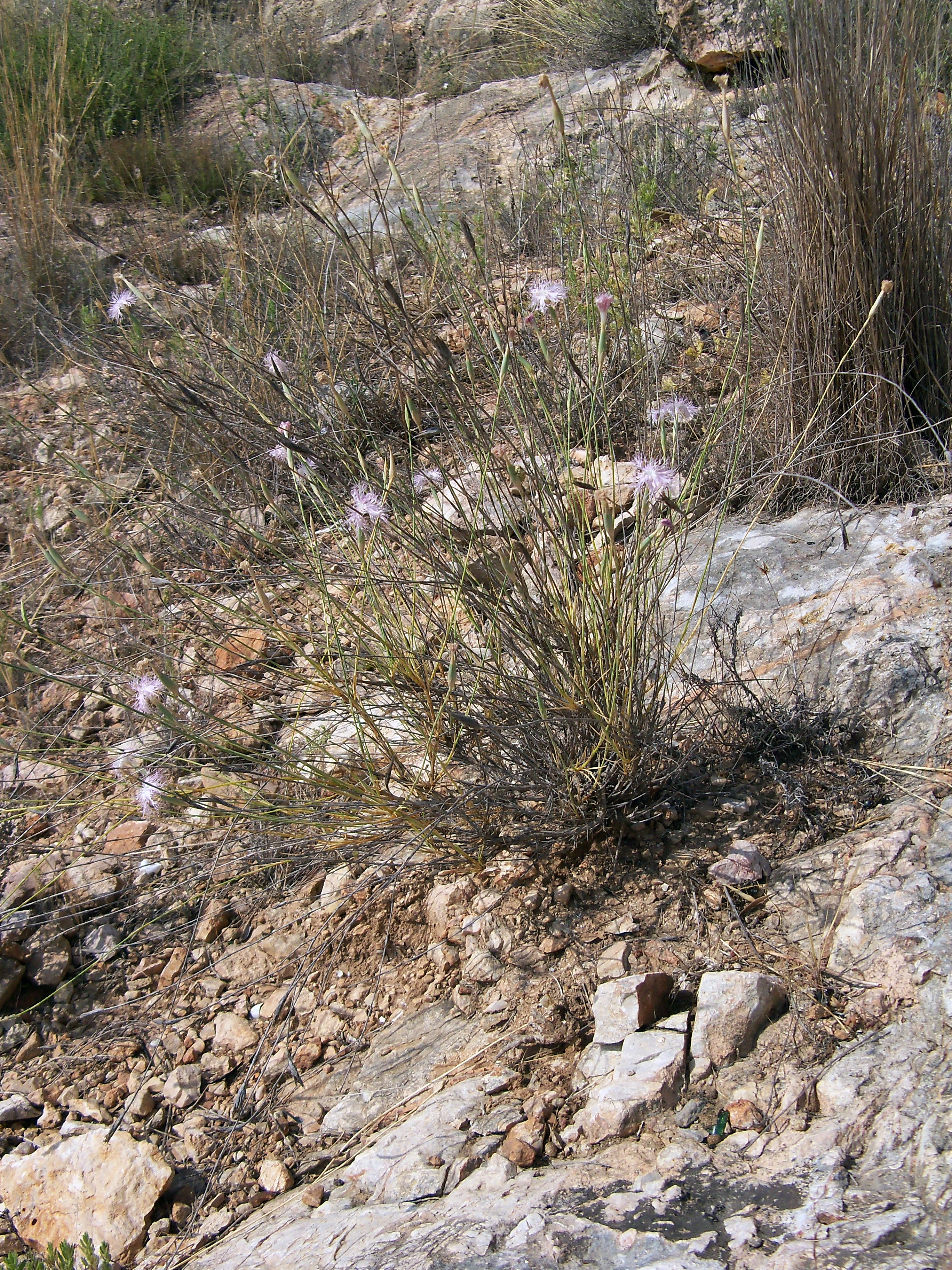
En su hábitat.

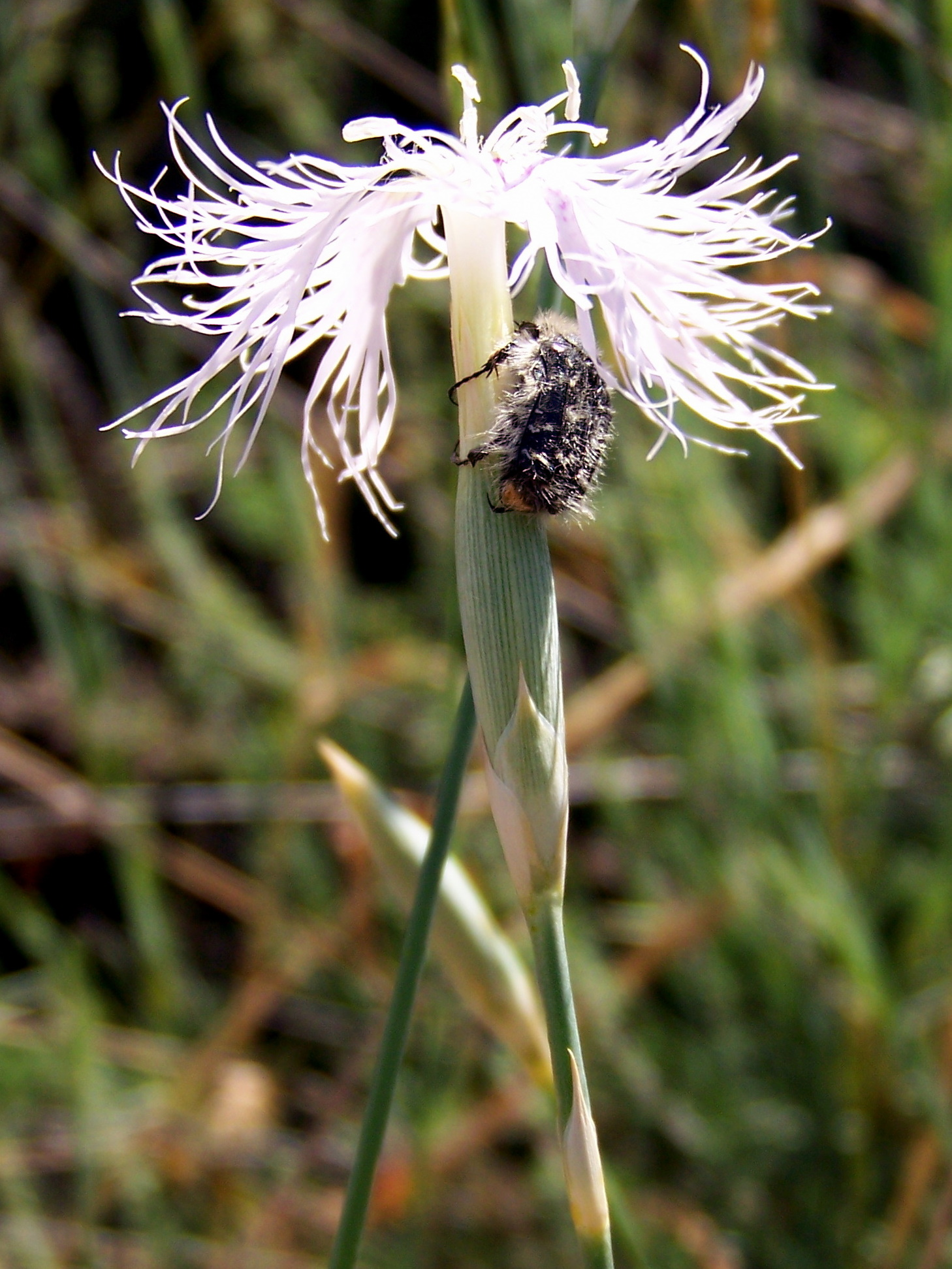
Flor, vista lateral.

## Descripción
Planta vivaz, laxamente cespitosa y pelosa áspera. Tallos de hasta 65 cm, ramificados. Hojas opuestas, enteras, sin estípulas, de hasta 70 mm, linear-lanceoladas, soldadas en la base formando una vaina corta que rodea al tallo. Flores hermafroditas, actinomorfas, pentámeras, en inflorescencias monocasiales paucifloras y laxas. Cáliz con 5 sépalos soldados formando un tubo cilíndrico, con 5 dientes triangular lanceolados con ápice agudo, con 6 brácteas rodeando la base (calículo). Corola rosada o blanca, con manchas rosadas, con 5 pétalos libres diferenciados en una parte inferior estrecha (uña) y una superior más ancha (limbo); uña sobresaliendo del cáliz (exerta); limbo profundamente laciniado. Fruto en cápsula cilíndrica dehiscente por 4 dientes.

## Distribución y hábitat
Se trata de un Endemismo ibérico que se distribuye por el sur de Portugal y zonas costeras de España desde Huelva hasta Valencia. Unas citaciones en Cataluña y otros puntos aislados del interior de la Península. Habita en roquedos, pedregales y matorrales, especialmente sobre calizas.

## Taxonomía
Dianthus broteri fue descrita por Pierre Edmond Boissier & George François Reuter  y publicado en Pugill. Pl. Afr. Bor. Hispan., 22, 1852.
Citología
Número de cromosomas de Dianthus broteri (Fam. Caryophyllaceae) y táxones infraespecíficos
Dianthus broteri Boiss. & Reut.: 2n=60.
Etimología
Dianthus: nombre genérico que procede de las palabras griegas Diós («de Zeus») y anthos («flor»), y ya fue citado por el botánico griego Teofrasto.
broteri: epíteto epónimo en honor de Félix de Avelar Brotero, botánico portugués (1744-1828). 
Taxones infraespecíficos
Todos son meras sinonimias, además de muchos - sino todos - los de las especies sinónimas.
Sinonimia
- Dianthus absconditus Fern.Casas
- Dianthus anticarius subsp. subbaeticus (Fern.Casas) Rivas Mart. et al.
- Dianthus broteri var. brachyphyllus Willk. in Willk. & Lange
- Dianthus broteri var. valentinus (Willk.) Nyman
- Dianthus broteri var. macrophyllus Willk. in Willk. & Lange
- Dianthus broteroi subsp. hinoxianus (Gallego) Rivas Mart.
- Dianthus broteroi subsp. subbaeticus (Fern.Casas) Fern.Casas, M.Laínz & Muñoz Garm.
- Dianthus broteroi subsp. valentinus (Willk.) Rivas Mart. et al.
- Dianthus eusebii Sennen
- Dianthus fimbriatus Brot.
- Dianthus fimbriatus var. macrophyllus (Willk.) F.N.Williams
- Dianthus fimbriatus var. valentinus (Willk.) A.Bolòs & O.Bolòs in A Bolòs
- Dianthus gallicus var. lusitanus Nyman
- Dianthus hinoxianus Gallego
- Dianthus inoxianus Gallego
- Dianthus malacitanus Haens. ex Boiss.
- Dianthus malacitanus var. valentinus (Willk.) Font Quer
- Dianthus malacitanus var. stenolepis Font Quer
- Dianthus serrulatus Boiss.
- Dianthus serrulatus var. grandiflorus Boiss.
- Dianthus serrulatus subsp. valentinus (Willk.) Malag.
- Dianthus serrulatus subsp. malacitanus (Haens. ex Boiss.) Malag.
- Dianthus serrulatus subsp. grandiflorus (Boiss.) Maire
- Dianthus serrulatus var. barbatus Boiss.
- Dianthus serrulatus subsp. barbatus (Boiss.) Greuter & Burdet
- Dianthus subbaeticus Fern.Casas
- Dianthus valentinus Willk.[3][6]

## Nombres comunes
- Castellano: clavel del campo, clavel de monte, claveles del castillo, clavelillo, clavelillos, clavelina, clavelinas bordes, clavelitos, clavellina de Doñana, clavellina de pastor, clavellina de pluma, clavellina famosa, clavellina pastora, clavellinas, clavellinas de pluma.[3]